# لی چان سو
لی چان سو (هلندی: Lee Chun-soo؛ زادهٔ ۹ ژوئیهٔ ۱۹۸۱) یک بازیکن فوتبال اهل کره جنوبی است.
وی همچنین در تیم‌های ملی فوتبال کره جنوبی بازی کرده‌است.